# Аустерліц (Нідерланди)
Аустерліц (нід. Austerlitz, нід. вимова: [ˈʌu̯stərlɪts]) — село в нідерландській провінції Утрехт. Входить до муніципалітету Зейст.
Його площа становить 4,34 км², а населення станом на 2021 рік складало 1 705 осіб.
Населений пункт було засновано 17 серпня 1806 року на місті військового табору, що існував тут з 1804 року. Тодішній король васального Нідерландського королівства Людовик I Бонапарт назвав нове поселення на честь Битви під Аустерліцом, виграної його братом імператором Наполеоном.

## Галерея

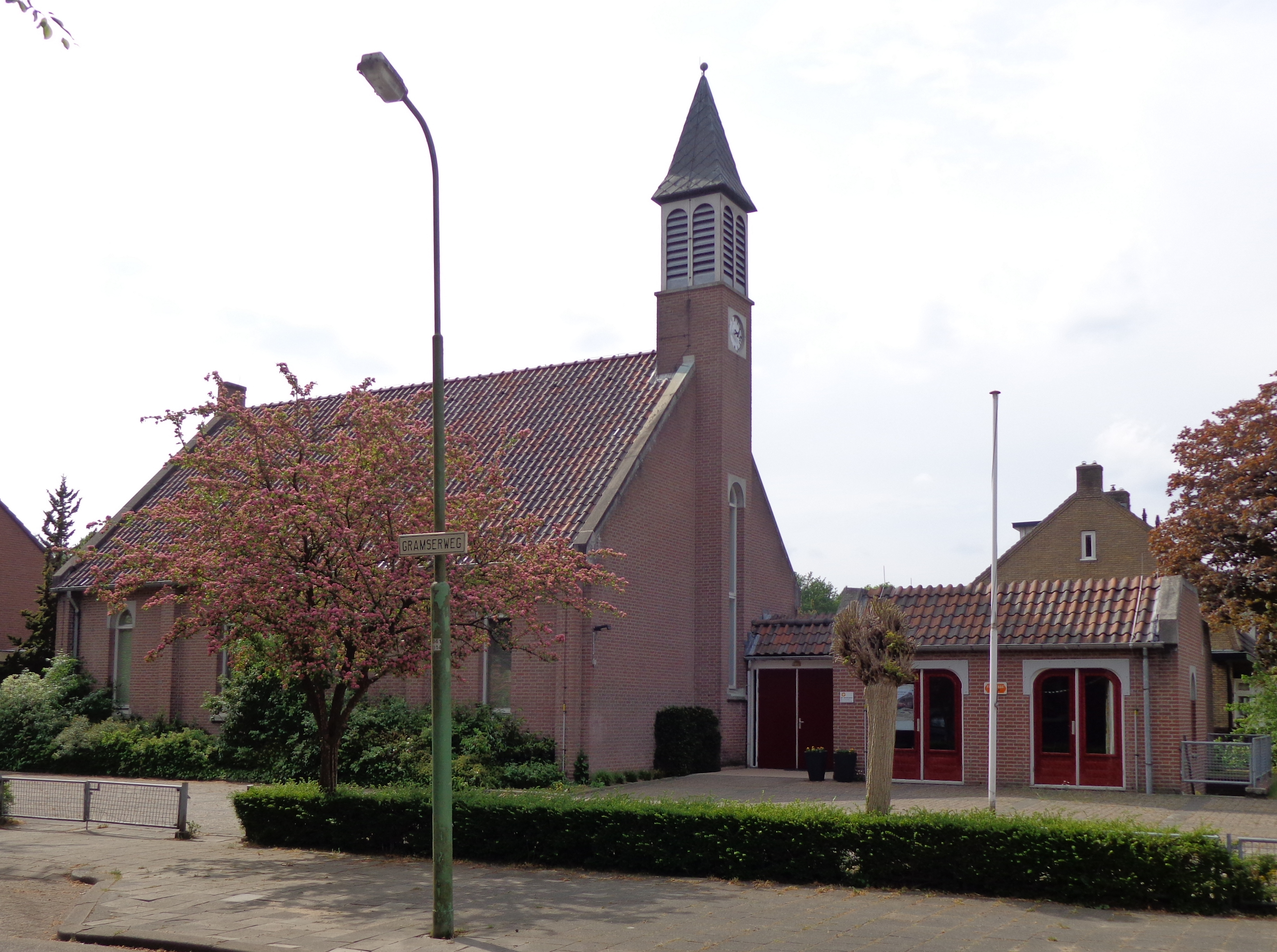
Церква у селі
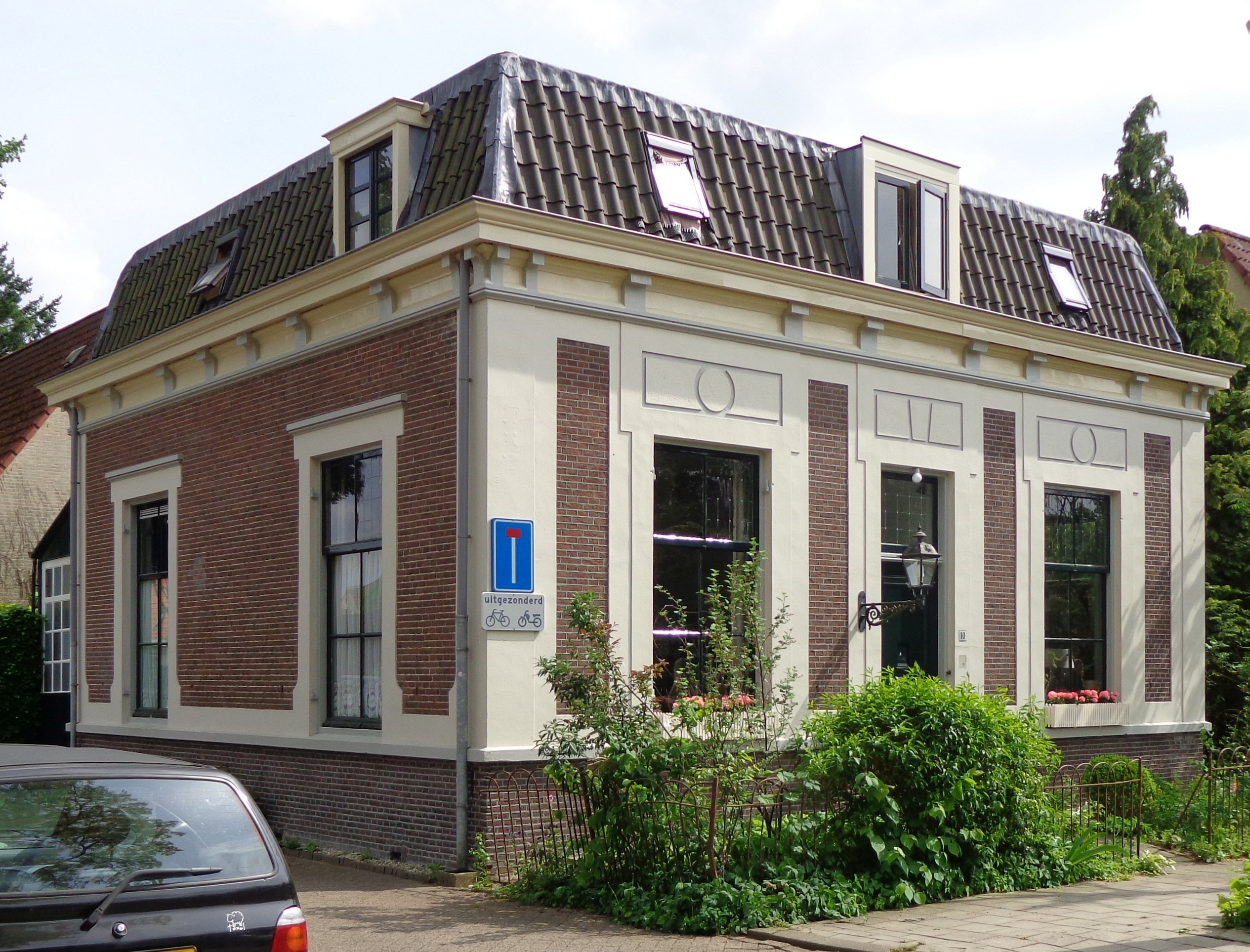
Будинок в Аустерліці
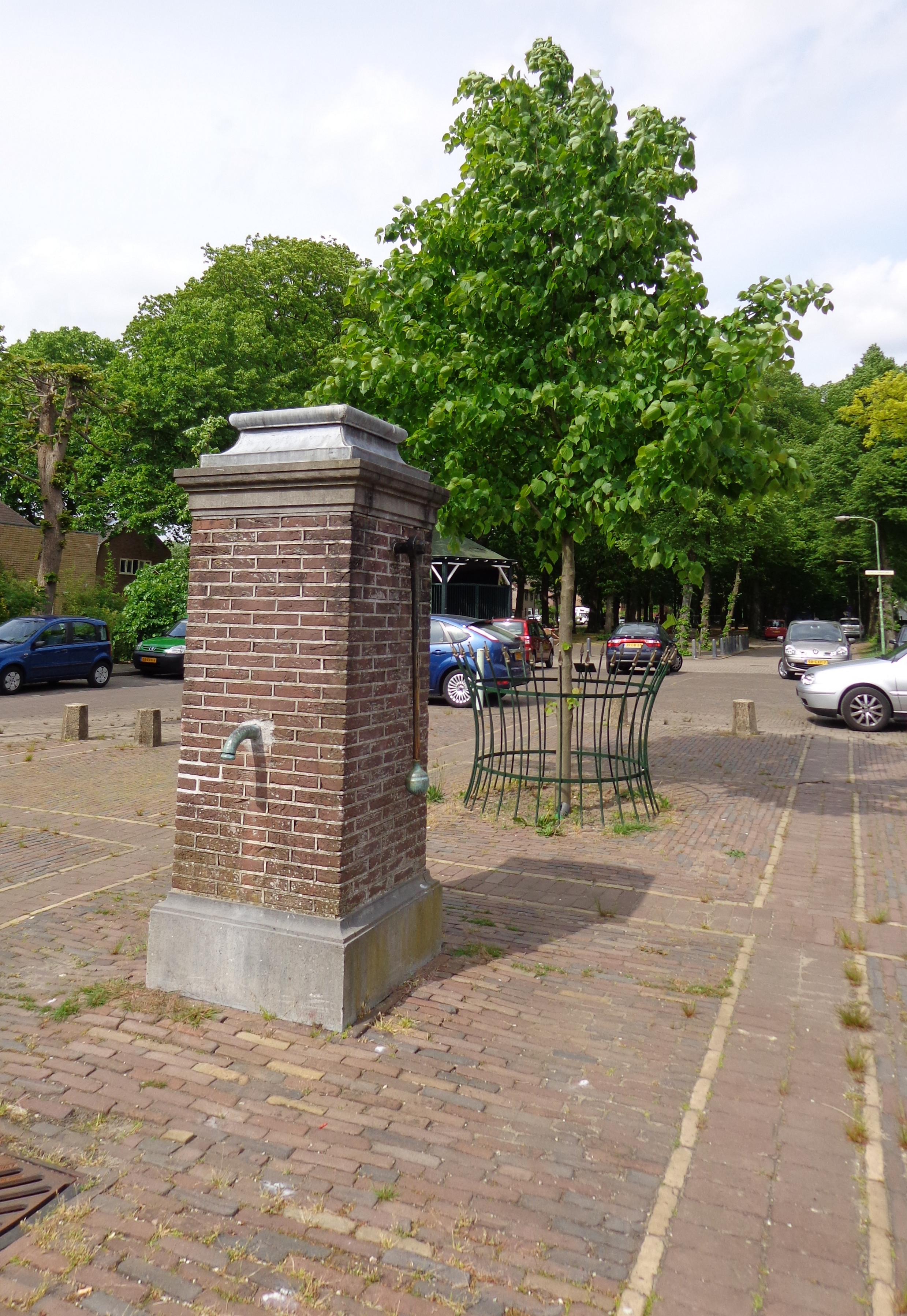
Водяна колонка